# Chris Dolman
Chris Dolman (Amsterdam, 17 februari 1945) is een voormalig Nederlands vechtsporter.
Hij heeft als vechtsporter onder meer succes geboekt als worstelaar, judoka en mixfighter. Hij behaalde 40 nationale en 10 internationale titels, waaronder de Europese titel judo in 1966 en de wereldtitel sambo in 1969. Opvallend is de duur van zijn toppositie in de vechtsportwereld, zo won hij als mixfighter in 1993 de Rings Open Mega Battle in Tokio. 
Als vechter, trainer en organisator geldt Dolman als godfather van het Nederlandse freefight, Mix fight en MMA. Bekende leerlingen van Dolman zijn Bas Rutten, Joop Kasteel, Dick Vrij, Willie Peeters, Valentijn & Alistair  Overeem, Gegard Mousasi,  Sander Mckiljan en Hans Nijman.
Dolman was ook bodyguard van 'Zwarte Joop' Maurits de Vries.